# Sea Life Abenteuer Park
Koordinaten: 51° 29′ 30″ N, 6° 52′ 36″ O

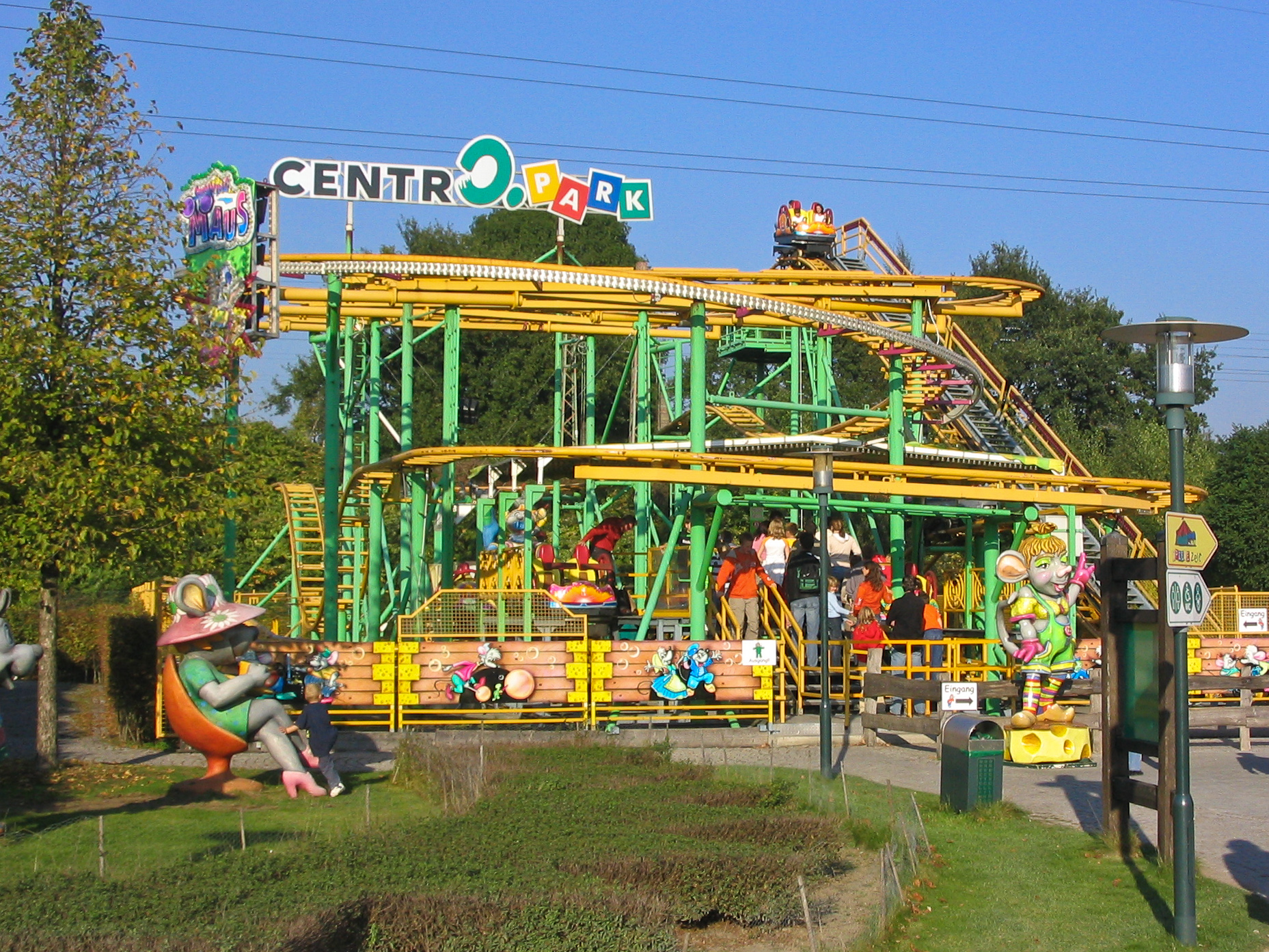
Achterbahn Speedy (2005)

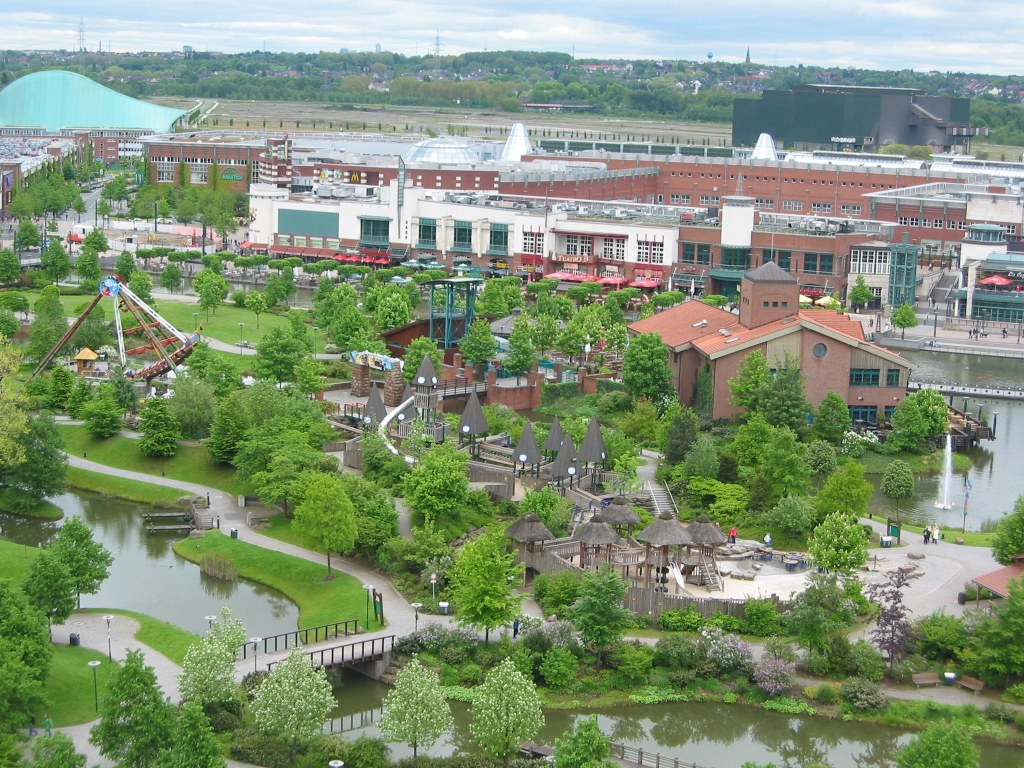
Centro-Park von oben (2004)

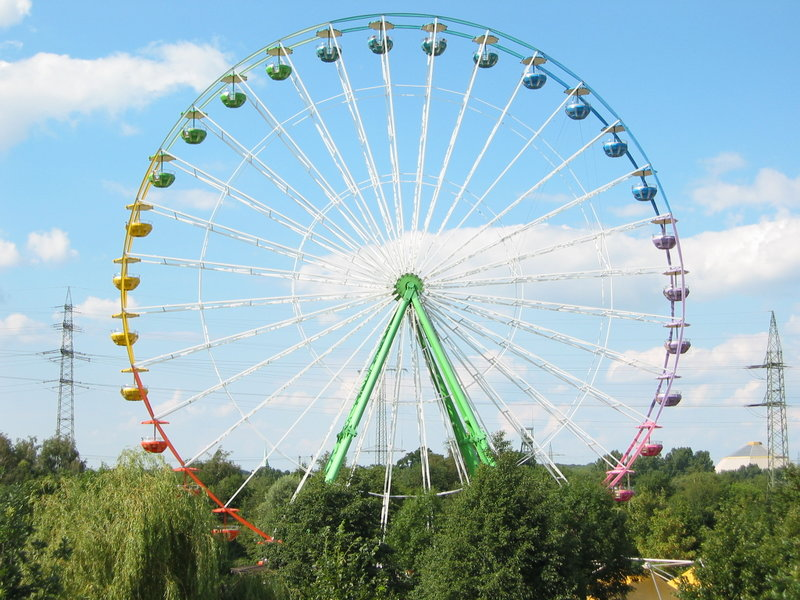
Das Riesenrad (2004)

Der Sea Life Abenteuer Park (eigene Schreibweise SEA LIFE Abenteuer Park) war ein Freizeitpark der Merlin Entertainments Group in Oberhausen. Er kombinierte ein klassisches Sea Life Centre mit einem Außenbereich mit Fahrattraktionen. Der 1996 unter dem Namen CentrO.PARK eröffnete Park wurde 2011 aufgekauft und 2013 unter neuem Namen wiedereröffnet.

## Geschichte
Der Park wurde im Rahmen des Projekts „Neue Mitte“ auf brachliegendem Industriegelände unter dem Namen CentrO.PARK errichtet und 1996 durch die Centro-Betreibergesellschaft eröffnet.
Oscar Bruch jr., ein Sohn der Schaustellerfamilie Bruch, übernahm den Park 2001. Der ursprüngliche, 8,5 Hektar große Spaziergängerpark wurde moderat erweitert, der naturnahe Charakter des Parks aber beibehalten.
Im Jahr 2002 wurde der Park erstmals um 5 Hektar erweitert. Die erste Attraktion auf der neuen Fläche war das Spielezelt. Ab 2003 war Benjamin Blümchen im Centro-Park „persönlich“ zu treffen. Der Park erhielt 2005 einen neuen Eingang an einer exponierteren Stelle gegenüber der Coca-Cola-Oase des benachbarten Einkaufszentrums CentrO. Als weiteres Fahrgeschäft wurde ein Kettenkarussell aufgestellt.
Die „Piratenflotte“ wurde 2006 eingeweiht. Dabei handelte es sich um Boote zum Selberlenken mit drei Wasserkanonen an Bord, die durch einen Parcours zu fahren waren, wobei sich die Besucher gegenseitig mit Wasserkanonen beschießen konnten. Zuletzt kam 2007 die Oldtimerbahn dazu.
Am 23. September 2006 zählte man den millionsten Besucher im Park.
Am 23. März 2010 kündigte Oscar Bruch jr. in einer Pressemitteilung an, sich zum Ende der Saison 2010 wieder auf sein Kerngeschäft mit mobilen Freizeitanlagen zu konzentrieren und das Engagement in Oberhausen zu beenden. Für eine Weiterführung des Geschäftes seien große Investitionen und damit eine langjährige Bindung an den Park notwendig geworden, begründete der Parkchef seine Entscheidung. Der Centro-Park ging damit nach zehn Jahren unter der Leitung von Oscar Bruch in seine letzte Saison. Gleichzeitig wurden ein größeres Spielezelt, ein Naturlehrpfad und diverse Events für das Jahr angekündigt.
Nachdem die meisten Fahrgeschäfte nach Ende der Saison 2010 abgebaut wurden, kündigte im April 2011 die Merlin Entertainments Group an, den Park am 16. April 2011 unter neuer Führung mit zunächst sieben Attraktionen wieder zu eröffnen. Dies ist dann auch geschehen, allerdings nur mit fünf Attraktionen.
In der Saison 2012 war der Park geschlossen, bis er im Frühjahr 2013 unter dem Namen Sea Life Abenteuer Park wiedereröffnet wurde. Es konnte nur eine gemeinsame Eintrittskarte mit dem benachbarten Sea Life Centre erworben werden. Als neue Hauptattraktion wurde das Fahrgeschäft Pinguine! Abenteuer Antarktis eingeweiht. Dabei handelt es sich um eine Wildwasserbahn von ABC Rides, die die Besucher durch ein Gehege mit Eselspinguinen führt. Zeitgleich eröffnete Merlin Entertainments in unmittelbarer Nachbarschaft ein neues LEGOLAND Discovery Center.
2014 wurden fünf neue Attraktionen eröffnet, darunter die Mini-Freifalltürme „Hip“ und „Hop“. Es wurde außerdem ein Rocking Tug, die MS Seegang und ein Wasserspielplatz eröffnet. Außerdem kam eine Parkeisenbahn, der Shanghai Express. Zugleich wurden für den Park wieder separate Eintrittskarten verkauft.
Nachdem der Park im Winter 2015/16 regulär geschlossen war, wurde er zur Saison 2016 nicht wieder geöffnet. Ende März 2016 ging auch die entsprechende Website offline, mit einem Verweis darauf, dass es diese Seite nicht mehr gibt. Der Park sollte zunächst im Mai 2016 mit freiem Zugang wieder eröffnen. Alle Attraktionen sollten jedoch abgebaut werden mit Ausnahme des Pinguingeheges und der verkleinerten Spielplätze.
Dies erfolgte jedoch nicht. Zwischenzeitlich gab es Planungen zum Frühjahr 2017 zwei amerikanische Minigolf-Anlagen zu errichten, diese sind von Kunstrasen umrahmt. Aber auch dies wurde nicht umgesetzt. Stattdessen wurden die Eselpinguine Anfang 2017 in ein neues Gehege nach Paris gebracht.
Im Sommer 2018 wurde bekannt, dass der Vertrag mit Merlin Entertainments aufgelöst werden solle und das CentrO wieder die Verantwortung für das Gelände übernehme, konkrete Pläne für die Folgenutzung lagen nicht vor. Seit 2019 ist der Park jedoch vollständig abgesperrt. Im Frühjahr 2018 wurden alle Attraktionen außer der Traktor-Bahn abgebaut. Die Jeep Safari des Serengeti-Parks Hodenhagen ist die ehemalige Anlage von Merlin Entertainment aus Oberhausen. Diese wurde 2018 neu im Serengeti Park in der Nähe der ehemaligen Graetz’ Oldtimer Garage eröffnet und wurde dann aber umgesetzt und steht seit der Saison 2019 in Nähe der Aqua Safari und dem Kumba Twister. Der rote Parkzug (ex Heide Park Resort) wurde mit dem baugleichen blauen Zug des Heide-Parks an den Europa-Park als Ersatz für die beiden beim Großbrand zerstörten Züge verkauft. Der Rest wie auch die Attraktionen des ehemaligen CentrO. Park, wie z. B. „Rodeo“ wurde an den Zwischenhändler Used Amusement Rides Apeldoorn verkauft. Dieser wirbt bei seinen Referenzen auch mit dem ehemaligen CentrO. Park. Zuletzt stand noch MS Seegang und die Wildwasserbahn zum Verkauf. Der Verbleib der Traktorbahn ist ungeklärt.
Vom 27. November 2018 bis 12. Februar 2019 wurde auf der Fläche der ehemaligen Wildwasserbahn in einem großen Zelt die „Game of Thrones Exhibition“ ausgestellt. Von Oktober 2019 bis Januar 2020 wurde ein 55 Meter hohes Riesenrad des Schaustellers Oscar Bruch Jr. auf derselben Fläche betrieben.
| Jahr | Aktion       | Attraktion |
| ---- | ------------ | --- |
| 1996 | Eröffnung    | Traktor-Bahn, Shanghai Express                                                                                              |
| 1997 | Eröffnung    | Rutschenturm |
| 2001 | Eröffnung    | Bee Bee, Piratenschiff, Regenbogen Riesenrad, Rodeo, Drachenflug, Speedy                                                    |
| 2002 | Eröffnung    | Spielezelt auf neuer Erweiterungsfläche                                                                                     |
| 2003 | Schließung   | Drachenflug |
| 2005 | Eröffnung    | Benjamin Blümchen's Traktorfahrt (Umgestaltung der Traktor-Bahn), Benjamin Blümchens Wellenflieger, neuer Eingangsbereich   |
| 2006 | Eröffnung    | Piratenflotte |
| 2008 | Eröffnung    | Oldtimerfahrt |
| 2010 | Schließung   | Bee Bee, Benjamin Blümchens Wellenflieger, Oldtimerfahrt, Piratenflotte, Piratenschiff, Regenbogen Riesenrad, Rodeo, Speedy |
| 2010 | Umgestaltung | Benjamin Blümchen's Traktorfahrt → Traktor-Bahn                                                                             |
| 2013 | Eröffnung    | Pinguine! Abenteuer Antarktis, Jeep Safari (Umbau aus Traktor-Bahn)                                                         |
| 2014 | Eröffnung    | MS Seegang, Hip und Hop, Wasserspielplatz, neuer Shanghai Express Zug                                                       |
| 2015 | Schließung   | Pinguine! Abenteuer Antarktis                                                                                               |
| 2015 | Schließung   | Jeep Safari, MS Seegang, Hip und Hop, Wasserspielplatz, Shanghai Express                                                    |

## Attraktionen bis 2010
- Speedy, Wilde Maus mit frei drehenden Chaisen (Spinning Coaster)
- Riesenrad, 44 m hoch
- Piratenflotte (interaktive Wasserfahrt mit Wasserkanonen und steuerbaren Booten)
- Rodeo Karussell (Breakdance)
- Bee Bee (Karussell mit um bis zu 90° seitwärts ausschwingenden Gondeln, Bienen-Thematisierung)
- Schiffschaukel, als Piratenschiff thematisiert
- Kettenkarussell im Benjamin Blümchen Design
- großes Spielezelt mit Wackelberg, Bobby Cars, vtech-Spielekonsolen und Quadbahn (aufpreispflichtig)
- längste Traktorbahn der Welt (2003 bis 2010 mit Benjamin Blümchen Figuren)
- mehrere Kinderkarussells
- Power-Paddler Boote
- Trampoline
- Labyrinth
- 12 m hohe Freifall-Rutschen und Spiral-Röhrenrutsche
- 1000 m² Wasser- und Abenteuerspielplatz
- Bungee-Trampolin, das Sprünge bis 9 m Höhe und Überschläge erlaubt
- Shanghai-Express (original), eine Parkeisenbahn durch den asiatischen Parkteil
- Goldwaschen
- Oldtimerbahn

Benjamin Blümchen war bei gutem Wetter täglich im Park unterwegs und stand für Fotos mit den Kindern zur Verfügung.

## Zukünftige geplante Nutzung
Seit 2022 ist auf dem Gelände die Eröffnung eines Karls Erlebnis-Dorfs geplant. Seit 2025 laufen Vorbereitungen für aktuell geplante Eröffnung zu Ostern 2026.